# Groensteel
De groensteel (Asplenium viride) is een varen die behoort de streepvarenfamilie (Aspleniaceae). De soort staat op de Nederlandse Rode lijst van planten als zeer zeldzaam en stabiel of in aantal toegenomen De plant is in Nederland wettelijk beschermd.
De plant is een overblijvende plant met een wortelstok. De soort wordt 10–35 cm hoog. De schubben op de wortelstok hebben geen middenstreep. De bladspil en bladsteel hebben een groene kleur, vandaar de naam groensteel. De schuin-ruitvormige, eironde of bijna ronde blaadjes van de enkel geveerde bladen zijn dikwijls diep gekarteld tot gelobd en sterven in de winter af.
Op de blaadjes van de vruchtbare bladen zitten aan de onderkant twee tot vier, langwerpige sporendoosjes (sori), die bestaan uit sporangiën. Alleen de jonge sporedoosjes zijn bedekt met een langwerpig dekvliesje. De sporangiënhoopjes zijn rijp in juli en augustus. Voor meer informatie over de voortplanting, zie het artikel varens.

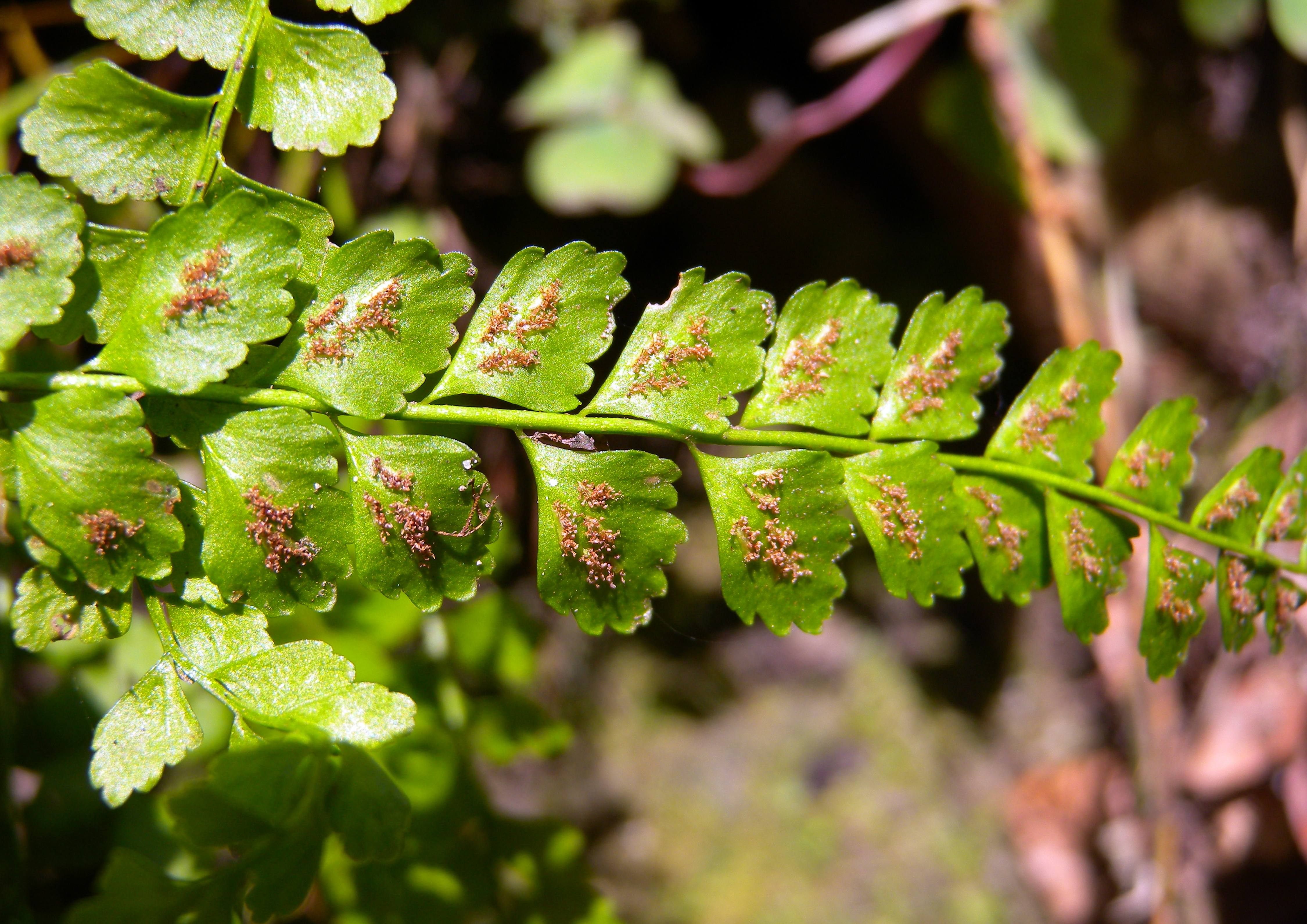
Sori

De groensteel komt voor op iets vochtige muren.